# František Maxmilián z Mansfeldu
František Maxmilián z Mansfeldu (německy Franz Maximilian Graf von Mansfeld; 22. listopadu 1639 Vídeň – 12. září 1692 Vídeň) byl rakouský a český šlechtic, hrabě z Mansfeld-Vorderortu, za vlády císaře Leopolda I. se uplatnil jako diplomat, později zastával funkci nejvyššího hofmistra císařovny Eleonory Magdaleny. Byl majitelem panství Dobříš, kde založil tradici zpracování železné rudy.

## Život

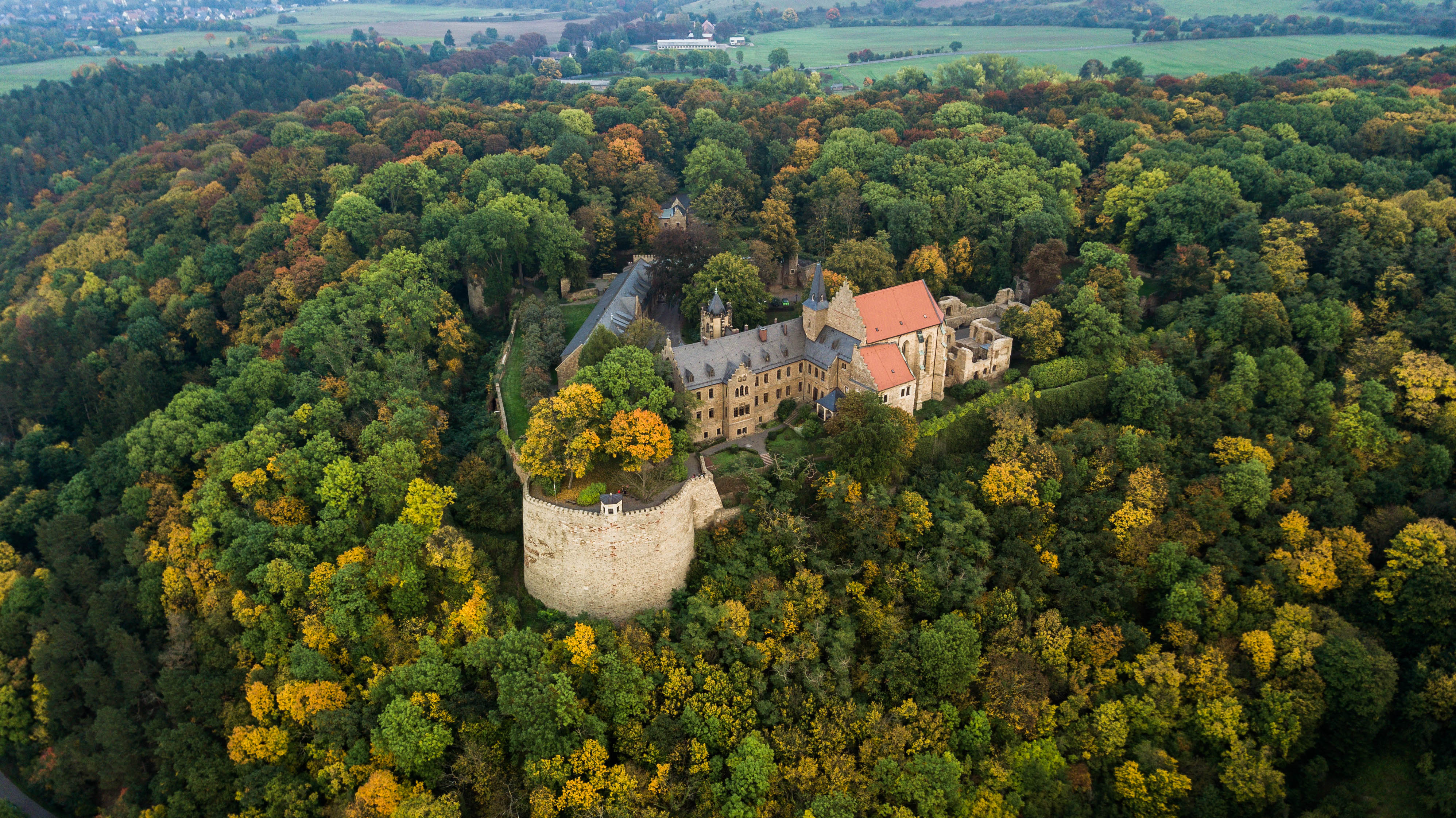
Mansfeld, rodový zámek

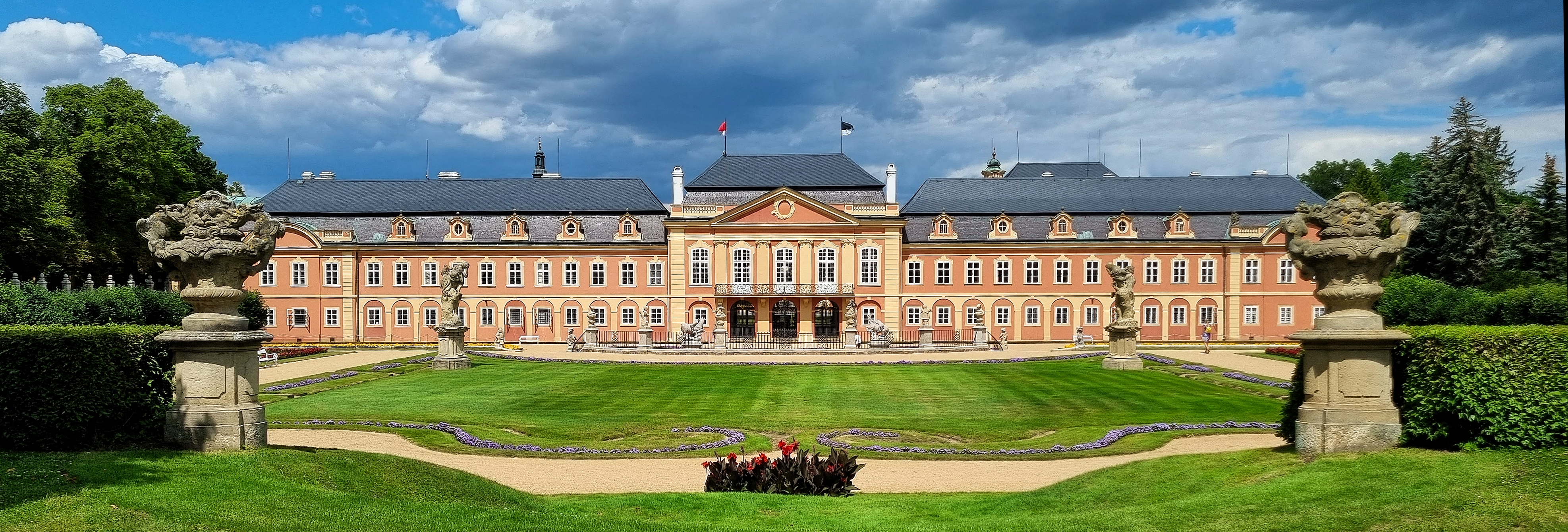
Zámek Dobříš

Byl nejstarším synem hraběte Bruna III. z Mansfeld-Vorderort-Bornstedtu (1576–1644) z katolické linie rodu a jeho druhé manželky hraběnky Marie Magdaleny z Thöring-Seefeldu (1616–1668), dcery svobodného pána Ferdinanda I. z Thöring-Seefeldu (1583–1622) a hraběnky Renáty ze Schwarzenberg-Hohenlandsbergu (1589–1630/1639). 
Jeho mladší bratr Jindřich František I. (1640–1715), hrabě z Mansfeldu v Heldrungenu, říšský kníže, I. kníže z Fondi, byl generál-polní maršál císařské armády.
František Maxmilián vlastnil několik panství v Sasku-Anhaltsku a středočeské město Dobříš. V 50. letech 17. století založil u Dobříše železářskou huť (dnes obec Stará Huť), pro jejíž vznik zde byly dobré podmínky (výskyt železné rudy, dostatek dřeva v lesích a vhodné vodní zdroje). V roce 1675 obnovil císař Leopold I. městská privilegia Dobříše a o rok později nechal František Maxmilián opravit hrad Vargač. V podhradí na místě starších hospodářských budov byl postaven barokní zámek, jehož současná podoba je až výsledkem přestavby z poloviny 18. století.
Od mládí se uplatňoval jako dvořan a diplomat. V roce 1662 byl jmenován císařským komořím a v roce 1665 se stal členem říšské dvorní rady. Poté byl pověřen několika diplomatickými misemi, v roce 1667 byl císařským vyslancem u braniborského kurfiřta v Berlíně a v roce 1672 u saského kurfiřta v Drážďanech. V roce 1682 byl jmenován členem tajné rady a zároveň převzal čestný post kapitána císařské gardy trabantů. Nakonec byl v letech 1690–1692 nejvyšším hofmistrem císařovny Eleonory Magdaleny. V roce 1681 se stal rytířem Řádu zlatého rouna.
František Maxmilián z Mansfeldu zemřel ve věku 52 let 12. září 1692 ve Vídni. 

### Manželství a rodina
František Maxmilián z Mansfeldu se oženil 25. listopadu 1663 ve Vídni s hraběnkou Marií Annou Alžbětou z Harrachu-Rohrau (1636–1698), vnučkou hraběte Karla z Harrachu (1570–1628), dcerou hraběte Karla Linharta I. (VII.) z Harrachu-Rohrau (1594–1645) a hraběnky Marie Františky z Eggenbergu (1607–1679). Z manželství se narodilo sedm dětí:  
- František Josef Václav (28. září 1666 – 28. ledna 1667)

- syn (*/† 27. dubna 1668)

- Marie Markéta Františka (5. července 1669 – 8. listopadu 1672)

- František Hoyer Václav (10. července 1670 – 1676)

- Jindřich František August (28. srpna 1672 – 1674)
- Karel František Adam Antonín hrabě z Mansfeld-Vorderortu (2. listopadu 1678, Vídeň – 19. července 1717, Praha), hrabě z Mansfeld-Vorderortu a od roku 1715 2. kníže z Fondi. 31. května 1703 se ve Vídni oženil se svou sestřenicí Marií Eleonorou z Mansfeldu (16. října 1682 – 24. května 1747), dcerou svého strýce Jindřicha Františka z Mansfeldu

- Marie Anna (18. března 1681– 1691)

Jeho syn a bratr byli povýšeni na říšská knížata.
Jeho pravnuk Josef Václav z Mansfeldu (12. září 1735 – 31. března 1780) zemřel při nehodě kočáru a jeho smrtí vymřela tato linie Mansfeldů po meči.